# Lucien Guy
Lucien Guy, né le 10 juillet 1890 à Bonneville et mort le 28 août 1975 à Thonon-les-Bains (Haute-Savoie), est agent général d'assurances et historien local, notamment sur la région naturelle du Faucigny.

## Biographie
Lucien Guy naît le 10 juillet 1890 à Bonneville (Haute-Savoie). Il est le fils d'Albert Guy et de Madeleine Dupuis.
Il entreprend des études de droit. Il est blessé puis réformé en octobre 1914, durant le conflit de la Première Guerre mondiale, à laquelle il participe dans le 97e régiment d'infanterie alpine.
Le 14 décembre 1925 à Collonge-Bellerive, il épouse Louise Andrée Thorens (1902-1973).
Il est élu président de l'Académie du Faucigny, il est son second président après Charles Henri Perret (1951-1965),. Il est également membre de l'Académie chablaisienne.
Lucien Guy meurt le 28 août 1975 à Thonon-les-Bains.

## Ouvrages
- Articles publiés dans les Mémoires de l'Académie du Faucigny, dont 
  - Origines des dynasties lémaniques et du Faucigny, MDAF, 7, 1950-1952, pp. 37-41 ;
- Souvenirs de la campagne 1914. Mes 90 jours au 97e Régiment d'Infanterie Alpine ;
- Notre beau Faucigny, Imprimerie Plancher, Bonneville, 1944, 108 pages ;
- Les grands Faucignerands, Imprimerie Plancher, Bonneville, 1938, 272 pages ;
- La Grande Dauphine Béatrice de Faucigny, princesse de Savoie (1234-1310), Bonneville, Plancher, 1935, 192 p. ;
- « Les anciens châteaux du Faucigny - Châtelet de Crêt-d'Ot (section) », Mémoires & documents, vol. 47,‎ 1929 (lire en ligne) ;
- Contes et légendes du Faucigny, Annecy, 1925 ;
- Bonneville et ses environs, Paris, Éditions Res Universis, coll. « Monographies des villes », 1992 (réimpr. 1992) (1re éd. 1922), 141 p. (ISBN 978-2-87760-752-0 et 2-87760-752-6).